# Ernestinovo
Ernestinovo är en ort i Kroatien.   Den ligger i länet Baranja, i den östra delen av landet, 210 km öster om huvudstaden Zagreb. Ernestinovo ligger 84 meter över havet och antalet invånare är 1 148.
Terrängen runt Ernestinovo är mycket platt. Runt Ernestinovo är det ganska glesbefolkat, med 23 invånare per kvadratkilometer. Närmaste större samhälle är Osijek, 11,3 km norr om Ernestinovo. Trakten runt Ernestinovo består till största delen av jordbruksmark.